# Curt-Holger Jufors
Curt-Holger Jufors, född 10 juni 1911 i Göteborgs Oskar Fredriks församling, död 4 mars 2007 i Partille församling i Västra Götalands län, var en svensk direktör.
Curt-Holger Jufors var son till köpmannen Holger Jönsson och Sigrid André och farbror till Staffan Jufors. Han blev prokurist och representant för Ceylon The importen i Göteborg 1927 och 1947 disponent vid Handels AB Ultramare i Stockholm. Han kom sedan till Mölnlycke AB i Göteborg, där han från 1951 var representant, 1957 blev försäljningschef och från 1963 var disponent.
Han var från 1937–1972 gift med Lise-Lott Park (1916–2008), dotter till direktören Harald Park och hans hustru. De fick två barn: Ann (född 1938) och juristen Bo Jufors (född 1942), som varit gift med Suzanne Nessim. Curt-Holger Jufors gifte sedan om sig 1973 med Vanja Levhammar (född 1934).
Jufors är begravd i familjegrav på Örgryte gamla kyrkogård.